# Yverdon-Sport Football Club 2017-2018
Questa voce raccoglie le informazioni riguardanti l'Yverdon-Sport Football Club nelle competizioni ufficiali della stagione 2017-2018.

## Stagione
Nella stagione 2017-2018 l'Yverdon, allenato da Anthony Braizat, concluse il campionato di Promotion League al 3º posto.

## Rosa
| N. |                         | Ruolo | Calciatore        |
| -- | ----------------------- | ----- | ----------------- |
| 1  | Svizzera (bandiera)     | P     | Ludovic Zwahlen   |
| 5  | Senegal (bandiera)      | D     | Babacar Dia       |
| 6  | Svizzera (bandiera)     | C     | Florian Gudit     |
| 7  | Algeria (bandiera)      | C     | Khaled Gourmi     |
| 8  | Svizzera (bandiera)     | D     | Patrick Cazzaniga |
| 9  | Francia (bandiera)      | A     | Djibril Cissé     |
| 10 | Svizzera (bandiera)     | A     | Allan Eleouet     |
| 11 | Svizzera (bandiera)     | C     | Bruno Caslei      |
| 12 | Francia (bandiera)      | A     | Thomas Lenzini    |
| 13 | Svizzera (bandiera)     | P     | Dany Da Silva     |
| 14 | Svizzera (bandiera)     | D     | Adriano De Pierro |
| 15 | RD del Congo (bandiera) | D     | Kein Matukondolo  |
| 15 | Svizzera (bandiera)     | D     | Esteban Rossé     |
| 17 | Svizzera (bandiera)     | D     | David Marazzi     |

| N. |                         | Ruolo | Calciatore               |
| -- | ----------------------- | ----- | ------------------------ |
| 18 | Svizzera (bandiera)     | C     | Nehemie Lusuena          |
| 19 | Ruanda (bandiera)       | A     | Quentin Rushenguziminega |
| 21 | Francia (bandiera)      | D     | François Marque          |
| 23 | Svizzera (bandiera)     | C     | Théo Rochat              |
| 24 | Capo Verde (bandiera)   | D     | Dylan Tavares            |
| 25 | Svizzera (bandiera)     | C     | Arthur Deschenaux        |
| 26 | Svizzera (bandiera)     | C     | Aurélien Chappuis        |
| 27 | Libia (bandiera)        | C     | Djamal Mahamat           |
| 27 | Svizzera (bandiera)     | C     | Noah Monge               |
| 27 | Svizzera (bandiera)     | A     | Tshitumba N'Gindu        |
| 28 | Svizzera (bandiera)     | D     | Tristan Chavanne         |
| 28 | RD del Congo (bandiera) | A     | Mahiya Tambwe            |
|    | Svizzera (bandiera)     | P     | Theo Bovay               |
|    | Svizzera (bandiera)     | D     | Ghazi Allouchi           |

## Organigramma societario
Area tecnica
- Allenatore: Anthony Braizat
- Allenatore in seconda:
- Preparatore dei portieri:
- Preparatori atletici:

## Calciomercato

### Sessione estiva
| Acquisti | Acquisti          | Acquisti             | Acquisti |
| R.       | Nome              | da                   | Modalità |
| -------- | ----------------- | -------------------- | -------- |
| C        | Khaled Gourmi     | MC Alger             |          |
| C        | Bruno Caslei      | Servette             |          |
| C        | Ousmane Doumbia   | Servette             |          |
| C        | Alain Albouy      | Echichens            |          |
| D        | Tristan Chavanne  | Bienna U18           |          |
| A        | Tshitumba N'Gindu | Stade Lausanne-Ouchy |          |
| A        | Djibril Cissé     | ---                  |          |
| P        | Dany Da Silva     | Losanna              |          |
| C        | Yanis Lahiouel    | Bavois               |          |
| D        | David Marazzi     | Le Mont              |          |
| C        | Stefane Rauti     | Chiasso              |          |
| D        | Dylan Tavares     | Servette U-21        |          |

| Cessioni | Cessioni          | Cessioni          | Cessioni |
| R.       | Nome              | a                 | Modalità |
| -------- | ----------------- | ----------------- | -------- |
| P        | Maxime Brenet     | Düdingen          |          |
| D        | Raphaël Glauser   | Losanna U21       |          |
| A        | Alex Gauthier     | Bavois            |          |
| D        | Isaac Bamele      | Friburgo          |          |
| D        | Mehdi Challandes  | La Chaux-de-Fonds |          |
| C        | Alexandre Khelifi | Bavois            |          |
| A        | Matt Moussilou    | Meyrin            |          |

### Sessione invernale
| Acquisti | Acquisti      | Acquisti    | Acquisti |
| R.       | Nome          | da          | Modalità |
| -------- | ------------- | ----------- | -------- |
| A        | Mahiya Tambwe | Losanna U21 |          |

| Cessioni | Cessioni        | Cessioni             | Cessioni |
| R.       | Nome            | a                    | Modalità |
| -------- | --------------- | -------------------- | -------- |
| C        | Alain Albouy    | Azzurri 90           |          |
| D        | Gilberto Reis   | Vevey United         |          |
| C        | Yanis Lahiouel  | Stade Lausanne-Ouchy |          |
| C        | Ousmane Doumbia | Winterthur           |          |
| C        | Stefane Rauti   | La Chaux-de-Fonds    |          |

## Risultati

### Promotion League
| Arbitro: | Skalonja |

|                   |           |                               |
| Makshana 51’, 77’ | Marcatori | 62’ Lahiouel 84’, 86’ N'Gindu |

| Arbitro: | Brunner |

|  |           |                                |
|  | Marcatori | 27’ Siegrist 34’, 90’ Chihadeh |

| Arbitro: | Roth |

|  |           |                        |
|  | Marcatori | 2’ Marazzi 30’ Tavares |

| Arbitro: | Wolfensberger |

|                                                               |           |           |
| Eleouet 7’ Cissé 15’, 33’ (rig.), 43’ N'Gindu 68’ Marazzi 90’ | Marcatori | 56’ Simão |

| Arbitro: | Ljatifi |

|                             |           |           |
| Franjic 1’, 63’, 72’ (rig.) | Marcatori | 59’ Rauti |

| Arbitro: | Horisberger |

|                             |           |             |
| Deschenaux 90’ Lahiouel 90’ | Marcatori | 19’ Rashiti |

| Arbitro: | Cibelli |

|             |           |                                     |
| Bokanga 44’ | Marcatori | 73’ (aut.) Villano 90’ (rig.) Cissé |

| Arbitro: | Staubli |

|                        |           |                                           |
| Cissé 7’ De Pierro 61’ | Marcatori | 10’ Almeida 30’ (rig.), 45’ (rig.) Yartey |

| Arbitro: | Hänggi |

|           |           |                                      |
| Adjei 45’ | Marcatori | 25’ Deschenaux 75’ Eleouet 82’ Cissé |

| Arbitro: | Roth |

|                     |           |           |
| Cissé 77’ Rossé 82’ | Marcatori | 20’ Mejri |

| Arbitro: | Roth |

|  |           |                                                                    |
|  | Marcatori | 20’, 57’ (rig.) Cissé 27’ Dia 32’ Rushenguziminega 73’ (aut.) Osaj |

| Arbitro: | Gianforte |

|                         |           |                      |
| Trachsel 79’ Walker 90’ | Marcatori | 28’ Rushenguziminega |

| Arbitro: | Schärli |

|                                     |           |               |
| Cissé 49’ (rig.) De Pierro 74’, 88’ | Marcatori | 89’ Čavušević |

| Arbitro: | Rothenfluh |

|                                             |           |                  |
| Alvarez 3’ Zeneli 15’ (rig.), 65’ Bovay 21’ | Marcatori | 38’ (rig.) Cissé |

| Arbitro: | Ovcharov |

|                      |           |                        |
| Cissé 64’ Caslei 76’ | Marcatori | 52’ Huber 79’ Abegglen |

#### Girone di ritorno
| Arbitro: | Piccolo |

|                                   |           |                                                          |
| Cissé 15’, 21’ (rig.) Marazzi 47’ | Marcatori | 27’ (rig.) Makshana 87’ Osmani 90’ Cinquini 90’ Stojanov |

| Arbitro: | Cibelli |

|                          |           |                      |
| Selmani 24’ Siegrist 33’ | Marcatori | 17’ Rushenguziminega |

| Arbitro: | Turkes |

|                  |           |                           |
| Cissé 72’ (rig.) | Marcatori | 9’ Zambrella 39’ Chentouf |

| Arbitro: | von Mandach |

|  |           |                                  |
|  | Marcatori | 77’ Lusuena 86’ Rushenguziminega |

| Arbitro: | Ghisletta |

|                                              |           |            |
| Mahamat 64’ Rushenguziminega 90’ (rig.), 90’ | Marcatori | 60’ Volina |

| Arbitro: | Cibelli |

|  |           |               |
|  | Marcatori | 74’ De Pierro |

| Arbitro: | Morais |

|                                |           |  |
| Rushenguziminega 30’, 40’, 46’ | Marcatori |  |

| Arbitro: | Bosnic |

|                                                  |           |                  |
| Beloko 34’ Yartey 38’, 88’ Almeida 41’ Costa 49’ | Marcatori | 68’ (rig.) Cissé |

| Arbitro: | Superczynski |

|                      |           |  |
| Rushenguziminega 54’ | Marcatori |  |

| Arbitro: | Huber |

|             |           |           |
| Bavueza 83’ | Marcatori | 60’ Cissé |

| Arbitro: | Dudic |

|                                                       |           |                             |
| Eleouet 7’, 10’ Cissé 15’ Rushenguziminega 82’ (rig.) | Marcatori | 38’ Akbulut 72’, 76’ Mbarga |

| Arbitro: | Cibelli |

|                       |           |  |
| Cissé 79’ (rig.), 86’ | Marcatori |  |

| Arbitro: | Roth |

|                             |           |                     |
| Tia 35’ Pagliuca 41’ (rig.) | Marcatori | 21’, 52’, 68’ Cissé |

| Arbitro: | Gianforte |

|                          |           |                  |
| Deschenaux 24’, 36’, 79’ | Marcatori | 87’ (aut.) Cissé |

| Arbitro: | Brunner |

|                               |           |  |
| Abegglen 25’ (rig.) Huber 83’ | Marcatori |  |

## Statistiche

### Statistiche di squadra
| Competizione     | Punti | In casa | In casa | In casa | In casa | In casa | In casa | In trasferta | In trasferta | In trasferta | In trasferta | In trasferta | In trasferta | Totale | Totale | Totale | Totale | Totale | Totale | DR  |
| Competizione     | Punti | G       | V       | N       | P       | Gf      | Gs      | G            | V            | N            | P            | Gf           | Gs           | G      | V      | N      | P      | Gf     | Gs     | DR  |
| ---------------- | ----- | ------- | ------- | ------- | ------- | ------- | ------- | ------------ | ------------ | ------------ | ------------ | ------------ | ------------ | ------ | ------ | ------ | ------ | ------ | ------ | --- |
| Promotion League | 56    | 15      | 10      | 1       | 4       | 37      | 23      | 15           | 8            | 1            | 6            | 27           | 25           | 30     | 18     | 2      | 10     | 64     | 48     | +16 |
| Totale           | 56    | 15      | 10      | 1       | 4       | 37      | 23      | 15           | 8            | 1            | 6            | 27           | 25           | 30     | 18     | 2      | 10     | 64     | 48     | +16 |

### Andamento in campionato
| Giornata  | 1 | 2  | 3 | 4 | 5 | 6 | 7 | 8 | 9 | 10 | 11 | 12 | 13 | 14 | 15 | 16 | 17 | 18 | 19 | 20 | 21 | 22 | 23 | 24 | 25 | 26 | 27 | 28 | 29 | 30 |
| --------- | - | -- | - | - | - | - | - | - | - | -- | -- | -- | -- | -- | -- | -- | -- | -- | -- | -- | -- | -- | -- | -- | -- | -- | -- | -- | -- | -- |
| Luogo     | T | C  | T | C | T | C | T | C | T | C  | T  | T  | C  | T  | C  | C  | T  | C  | T  | C  | T  | C  | T  | C  | T  | C  | C  | T  | C  | T  |
| Risultato | V | P  | V | V | P | V | V | P | V | V  | V  | P  | V  | P  | N  | P  | P  | P  | V  | V  | V  | V  | P  | V  | N  | V  | V  | V  | V  | P  |
| Posizione | 3 | 10 | 5 | 3 | 3 | 2 | 3 | 4 | 3 | 3  | 3  | 3  | 3  | 3  | 3  | 3  | 3  | 3  | 3  | 3  | 3  | 3  | 3  | 3  | 3  | 3  | 3  | 3  | 3  | 3  |

Legenda:

Luogo: C = Casa; T = Trasferta. Risultato: V = Vittoria; N = Pareggio; P = Sconfitta.

### Statistiche dei giocatori
| G. Allouchi         | 1  | 0  | 0  | 0 |
| T. Bovay            | 0  | 0  | 0  | 0 |
| B. Caslei           | 15 | 1  | 3  | 0 |
| P. Cazzaniga        | 12 | 0  | 2  | 0 |
| A. Chappuis         | 15 | 0  | 4  | 0 |
| T. Chavanne         | 1  | 0  | 0  | 0 |
| D. Cissé            | 29 | 23 | 1  | 1 |
| A. De Pierro        | 26 | 4  | 10 | 0 |
| A. Deschenaux       | 30 | 5  | 1  | 0 |
| B. Dia              | 16 | 1  | 3  | 1 |
| O. Doumbia          | 6  | 0  | 1  | 0 |
| A. Eleouet          | 29 | 4  | 3  | 0 |
| A. Gauthier         | 0  | 0  | 0  | 0 |
| R. Glauser          | 0  | 0  | 0  | 0 |
| K. Gourmi           | 5  | 0  | 0  | 0 |
| F. Gudit            | 11 | 0  | 4  | 1 |
| Y. Lahiouel         | 14 | 2  | 3  | 0 |
| T. Lenzini          | 10 | 0  | 4  | 0 |
| N. Lusuena          | 19 | 1  | 8  | 0 |
| D. Mahamat          | 8  | 1  | 1  | 0 |
| D. Marazzi          | 22 | 3  | 3  | 0 |
| F. Marque           | 13 | 0  | 4  | 0 |
| K. Matukondolo      | 11 | 0  | 4  | 0 |
| N. Monge            | 0  | 0  | 0  | 0 |
| T. N'Gindu          | 11 | 3  | 1  | 0 |
| S. Rauti            | 8  | 1  | 2  | 0 |
| G. Reis             | 12 | 0  | 4  | 0 |
| T. Rochat           | 3  | 0  | 0  | 0 |
| E. Rossé            | 12 | 1  | 0  | 0 |
| Q. Rushenguziminega | 23 | 11 | 6  | 1 |
| D. Silva            | 30 | 0  | 2  | 0 |
| M. Tambwe           | 1  | 0  | 0  | 0 |
| D. Tavares          | 24 | 1  | 6  | 0 |
| L. Zwahlen          | 0  | 0  | 0  | 0 |